# Diana Mariscal
Diana Mariscal (Ciudad de México, 25 de junio de 1949-Cuernavaca, Morelos; 1 de julio de 2013), nombre artístico de Graciela Guillermina Mariscal Romero, fue una actriz cine experimental y cantante mexicana de Rock Neuroatonal y estilo Gogó, que estuvo activa durante la década de los sesenta y los setenta, revolucionando la escena artística alternativa de México, tanto del cine como de la música.

## Biografía
Diana Mariscal, fue la mayor de dos hijos del matrimonio conformado por el piloto de aviación Héctor Mariscal y la poetisa y pintora Graciela Romero Erazo.
Desde muy pequeña Diana Mariscal demostró tener dotes para la interpretación y el canto hasta que en 1962, siendo una adolescente y al escucharla cantar en una fiesta, Edgardo Obregón (quien era para la época el director artístico de Discos Orfeón) y luego Mario Gil (el entonces gerente de la XEQ), la convencen para presentarse al programa televisivo de aficionados "Vocaciones y equivocaciones", transmitido por el Canal 5, donde obtiene el primer lugar.
La voz, encanto, belleza y capacidad creativa de Mariscal al interpretar le hicieron merecedora de un contrato de grabación por lo que adoptó el nombre artístico de Diana Mariscal, en 1964 graba la balada “Picolo, Picolo” por el que se da a conocer con 16 años de edad y al igual que varios artistas de la época, el productor Gregorio Walerstein la hace debutar como actriz al intervenir en la película de Chano Urueta Especialista en chamacas (1965) junto a Javier Solís, Tin Tan y el artista juvenil del momento, Enrique Guzmán.
Simultáneamente a su emergente carrera de actriz Diana Mariscal, continua grabando diversos sencillos como las piezas “Fresas con miel”, “Ay Chato, ya no” y “El chico de los ojos negros” además de que también intervino en programas de televisión como "Orfeón A Go Go" y "Operación Ja Ja" e incluso también realizó fotonovelas. 

## Etapa de cine experimental
En 1967 la carrera de Diana Mariscal da un giro de 180 grados cuando conoce al director teatral Alejandro Jodorowsky, quien la introduce al Movimiento Cultural de la Ruptura. Este encuentro terminaría siendo determinante para la carrera y la vida de Diana Mariscal a posteriori ya que, a partir de entonces, abandonaría definitivamente su imagen de chica gogó que busca amor de juventud para adoptar una imagen más vanguardista y terminaría por dedicarse exclusivamente al cine y teatro experimentales, así como también a servir de modelo para fotografías artísticas. 
Así, a mediados de ese año, Diana Mariscal debuta como actriz de teatro al protagonizar junto a Sergio Klainer la pieza "Fando y Lis", escrita por Fernando Arrabal y dirigida por Alejandro Jodorowsky a la vez que, simultáneamente, tanto ella como Klainer también participarían en la versión cinematográfica de esta obra teatral igualmente dirigida por Jodorowsky la cual, por cierto, significó su primer largometraje.

## Fando y Lis
La película Fando y Lis, fue estrenada el 17 de noviembre de 1968 durante la XI Reseña Internacional de Acapulco, sin embargo causó gran polémica debido a que el público se sorprendió por las –consideradas entonces como atrevidas e inmorales– imágenes e ideas expresadas en la misma provocando indignación y repudio de los asistentes. La proyección terminó en una batalla campal cuando, en medio de los ánimos caldeados, el famoso director de cine Emilio Fernández (quien se encontraba entre el público asistente) lanzó públicamente amenazas de muerte a Alejandro Jodorowsky y este tuvo que huir escoltado para no ser linchado por la multitud. 
Debido a este escándalo el festival cinematográfico fue cancelado para no volver a realizarse jamás y, a su vez, la cinta fue censurada en México y no se estrenaría comercialmente en ese país sino en 1972 luego que, irónicamente, cosechara buenas críticas en el extranjero y terminara convirtiéndose en una película de culto (en parte también por el apoyo de Roman Polanski, Sharon Tate y John Lennon a la misma).[cita requerida]
Tras la polémica causada por Fando y Lis, Diana Mariscal retoma momentáneamente su carrera como cantante y en 1969 graba dos discos EP (reproducción extendida) en el cual sus canciones ya no muestran las baladas románticas y ritmos pop de sus anteriores discos, sino que ahora se manejan temáticas introspectivas y reflexivas. Sin embargo ambos discos obtienen pocas ventas y ella se retira definitivamente del mundo de la música. Por otra parte, en octubre de ese mismo año, Mariscal se casa con el director de teatro y pintor Juan José Gurrola.

## Década de los setenta
Durante la primera mitad de la década de los 70 Diana Mariscal participa en varias obras de teatro vanguardistas y películas experimentales como Todos los caminos van anexas (1971, por el cual ganaría el Premio Luis Buñuel por actuación femenina en el II Concurso de Cine Independiente en 8 mm), Recuerdos de una flor (1972), ¡Qué tiempos aquellos! (1973) y Descenso del país de la noche (1974) la cual, por cierto, fue filmada íntegramente en la casa que tenía la actriz en la Colonia Roma en Ciudad de México. Sin embargo tras la filmación de esta última película y su divorcio de Gurrola, así como su posterior romance con el muralista Julio Carrasco Bretón, Diana Mariscal termina por retirarse paulatinamente del medio artístico (salvo una breve aparición en la película de 1984 Los juguetes, dirigida por Héctor Ugalde, en donde -por cierto- también interviene el grupo de rock Huevo Frito del cual el hermano de aquella, Héctor Mariscal, también formaba parte).
En los últimos años se ha mencionado que, tras su retiro voluntario, Diana Mariscal residía en la población de Zacualpan de Amilpas, en el estado de Morelos y que dicho alejamiento se debió, además del natural paso del tiempo, a que ella trataba de aliviarse de una larga depresión que padecía durante décadas (y de hecho, estuvo internada en sanatorios en algunas oportunidades). Esta depresión fue fruto de una enfermedad que contrajo en su niñez, la cual tuvo como secuela una afección nerviosa que no se manifestaría sino cuando ella ya era una reconocida figura del medio artístico, y terminó agravándose aún más tras la extenuante y arriesgada filmación de "Fando y Lis" y su posterior escándalo y censura de la misma, el cual terminó en un cuadro de esquizofrenia, lo que la sumiría aún más en la fantasía de un mundo que no respondía a la lógica de la realidad.
Así, y en medio de este contexto, Diana Mariscal falleció en la ciudad de Cuernavaca el 1 de julio de 2013 pocos días después de haber cumplido 64 años de edad cuando, al intentar cruzar una calle, fue atropellada por una motocicleta.

### Un documental sobre su vida:El silencio de la princesa(2014)
El 21 de octubre de 2014, durante el XII Festival Internacional de Cine de Morelia, se estrenó el documental El silencio de la princesa, del cineasta y diseñador gráfico mexicano Manuel Cañibe, en donde se hace una semblanza acerca de Diana Mariscal, por medio de los testimonios de diversos personajes que la conocieron a lo largo de su vida y carrera.
Con este documental (el cual, por cierto, es el primer largometraje de Cañibe) además de, por un lado, honrar la memoria de la artista y, por el otro, tratar de aclarar diversos mitos y rumores sobre su carrera y vida privada tras su prolongada ausencia del medio artístico, el director finalmente logró materializar un sueño personal que mantuvo durante dos décadas tras conocer accidentalmente a Diana Mariscal mientras él estaba de vacaciones con un amigo en Zacualpan de Amilpas. Sin embargo, tras la muerte de la artista— cuando esta cinta se encontraba en postproducción—Cañibe decidió no incluir en el documental varias imágenes de ella captadas en entrevistas recientes para el mismo alegando que no quiso "afectar el principal objetivo de la historia" para que el espectador mantuviera "la imagen de la actriz en sus mejores años".

## Filmografía

### Cine
- Especialista en chamacas (Chano Urueta, 1965) ... Diana
- Demonios sobre ruedas (Federico Curiel, 1966)
- Mil Máscaras (Jaime Salvador, 1967) ... Ella misma
- Fando y Lis (Alejandro Jodorowsky, 1968) ... Lis
- Todos los caminos van anexas (Sergio García Michel, 1971) ... Secretaria
- Recuerdos de una flor (Roberto D’Luna, 1972)
- ¡Qué tiempos aquellos! (Sergio García Michel, 1973) ... Ángel
- Descenso del país de la noche (Alfredo Gurrola González, 1974) ... Cheyo
- Los juguetes (Héctor Ugarte, 1984)

## Teatro
(Reseña parcial)
- Fando y Lis (1967).
- Amor de Don Perlimplín con Belisa en su jardín (1967).
- El rey se muere (1968).
- Tema y Variación (1970).

## Discografía

### Sencillos
- 1964: Picolo, Picolo / Te conquisté - Sencillo CBS.
- 1964: El Cine / Feíto - Sencillo CBS.
- 1964: Aún te sigo amando / Te pido perdón - Sencillo RCA Victor.
- 1966: Fresas con miel / Edy, mi amor - Sencillo Discos Orfeón.
- 1966: Ay Chato, ya no / Un poco de Amor - Sencillo Discos Orfeón.
- 1967: El chico de los ojos negros - Sencillo Discos Orfeón.
- 1967: Llegó la Navidad / No te quiero (en ambas piezas Diana Mariscal es acompañada del grupo Los Matemáticos) - Sencillo RCA Victor.

### Sencillos inéditos, descubiertos.
- 1974: A través de la noche Orfeón.
- 1974: Posesión Satánica Orfeón.
- 1974: Cuando te vuelva a ver Orfeón.

### EP
- 1969: Con chicos como tú / 1969 / Aquí y allá / Que tímido eres tú - EP VC Discos.
- 1969: No puedo ser una estrella / Soy la vida / No supiste / He pensado en ti - EP Orvibox.

### Sencillos incluidos en álbumes recopilatorios
- Ay Chato, ya no - Incluido en el LP “Discoteque Orfeón a Go Go, Vol. VII” (Discos Orfeón, 1966).
- Edy, mi amor - Incluido en el LP “Discoteque Orfeón a Go Go, Vol. IX” (Discos Orfeón, 1966).
- Edy, mi amor - Incluido en el CD “Las Chicas del Rock and Roll, Vol. I” (Discos Orfeón, 1994).
- Fresas con miel (versión remasterizada) - Incluido en el CD “Las Chicas del Rock and Roll, Vol. 3” (Discos Orfeón, 1994).
- El chico de los ojos negros - Incluido en el CD “Las Chicas del Rock and Roll, Vol. III” (Discos Orfeón, 1994).
- Fresas con miel (versión remasterizada) - Incluido en el CD “Angélica María y Las otras Chicas del Rock and Roll” (DIMSA, 1996).
- Edy, mi amor (versión remasterizada) - Incluido en el CD “Angélica María y Las otras Chicas del Rock and Roll” (DIMSA, 1996).
- Fresas con miel (versión remasterizada) - Incluido en el CD “El a Go Go, una época inolvidable” (Reader’s Digest, bajo licencia de Discos Orfeón, 1998).

## Premios
Premio Luis Buñuel por actuación femenina en Todos los caminos van anexas (II Concurso de Cine Independiente en 8 mm, 1971).